# 熱海梅園
熱海梅園（あたみばいえん）は、静岡県熱海市にある市営の庭園。日本で最も早咲きの梅、そして最も遅い紅葉と言われている。60品種・469本の梅をはじめとする各種植物が植えられており、熱海市の観光名所の1つとなっている。

## 概要
熱海市街地の中部の山側、JR来宮駅の西方、県道11号（熱海街道）沿いにある初川流域の4.4haの縦長でなだらかな斜面を敷地として所在しており、梅類が59品種472本（早咲き272本、中咲き104本、遅咲き96本）、楓類380本、松・楠等134本、その他各種の植物が植えられている。また様々な碑・建物などが建てられている。
出入り口は南方の正面入口、西方の澤田政廣記念美術館、東方の香林亭横広場の3箇所。
基本的に年中無休・無料開放であり、澤田政廣記念美術館のみが有料（大人320円・中高生210円・小学生無料）だが、1月上旬〜3月上旬の「梅まつり」期間だけは、混雑対策のため8:30～16:00の間のみ有料（一般300円、団体(11名以上)200円、市民・別荘所有者・市内宿泊者100円、中学生以下無料）になっている。

## 歴史
1885年（明治18年）に岩倉具視の命を受けて大湯間歇泉の隣に国内初の温泉療養施設「噏滊館（きゅうきかん）」を作った内務省の長与専斎が、同施設に併せた遊歩公園の必要性を提唱。横浜の豪商・茂木惣兵衛の協力を得て造成し、翌年1886年（明治19年）に熱海梅園が開園した。
1888年（明治21年）には噏滊館付属地として献納され、皇室付属地に編入されたが、戦後に国有地となり、小松勇次市政下の1960年（昭和35年)には、熱海国際観光温泉文化都市建設法に基づいて、無償で熱海市に払い下げられた。
2008年（平成20年）には、大塚実（大塚商会・創業者）の私財提供を受け、痛み・老朽化が目立っていた園内の再生リニューアル工事が行われた。

## 沿革
- 1886年（明治19年） - 内務省の長与専斎が提唱し、横浜の豪商・茂木惣兵衛の協力を得て梅園を造成・開園[2]。
- 1888年（明治21年） - 熱海第二御料地となる（管理は旅館組合）。
- 1924年（大正13年） - 熱海第三御料地となる（管理は熱海町→熱海市）。
- 1945年（昭和20年） - 国有地となる。
- 1960年（昭和35年） - 無償で熱海市に払い下げ（熱海国際観光温泉文化都市建設法による）。
- 1961年（昭和36年） - 中山晋平記念碑が完成[4]。
- 1964年（昭和39年） - 香林亭が完成[4]。
- 1987年（昭和62年） - 市立澤田政廣記念美術館が完成[4]。
- 2000年（平成12年）9月24日 - 熱海市内で日韓首脳会談が開催された翌日、森喜朗総理大臣と金大中大統領が梅園に来園。翌年それを記念して最奥部に韓国庭園（朝鮮式邸宅）を造成。
- 2009年（平成21年）
  - 1月8日 - 大塚実（大塚商会・創業者）の私財提供を受けた前年のリニューアル工事を受けて再開園。
  - 11月21日 - 澤田政廣記念美術館からの連絡橋「梅園橋（うめぞのばし）」が完成。

## 施設・建築・碑・名所

### 梅園五橋

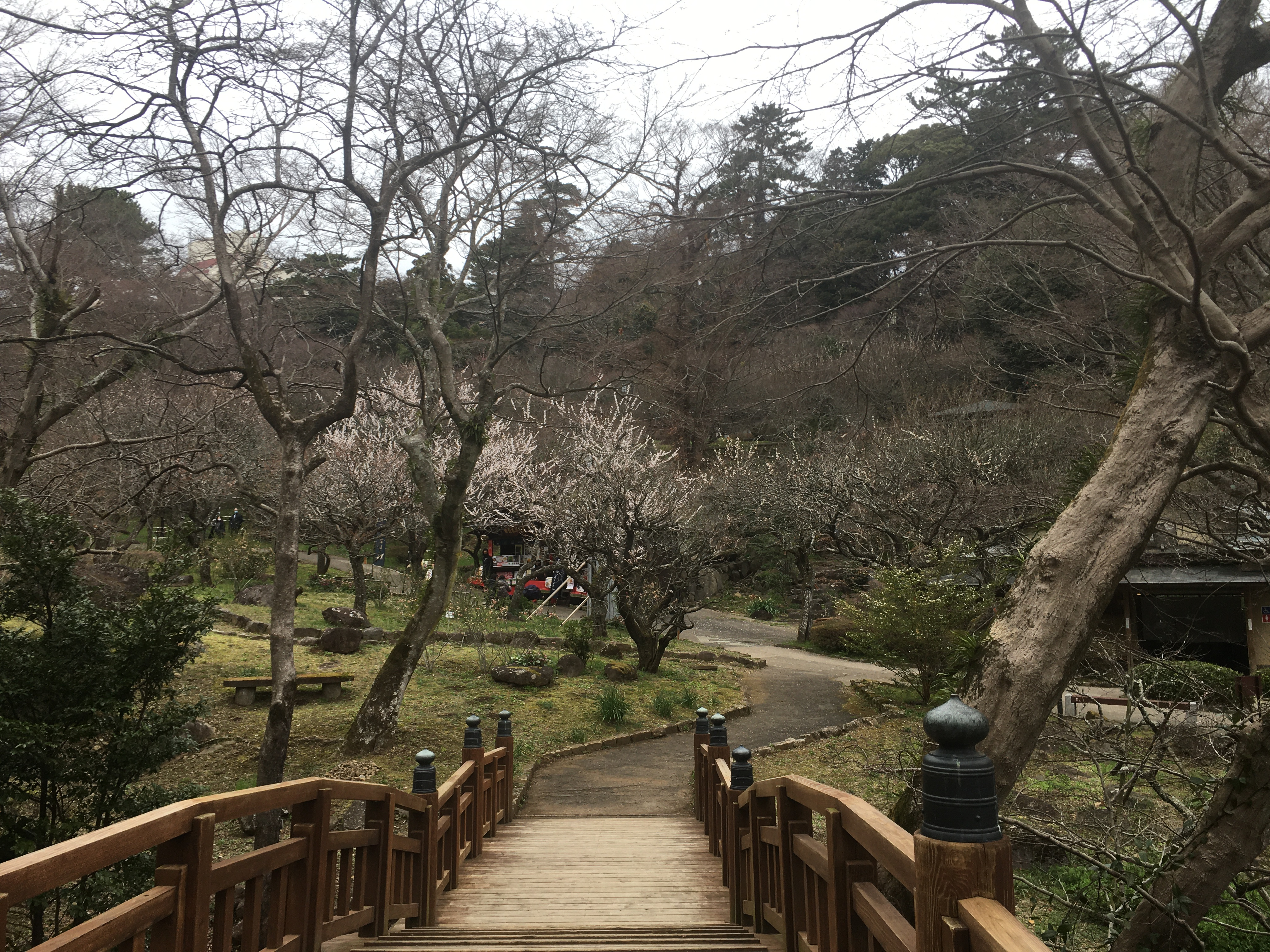
雙眉（そうび）

敷地内に流れている初川にかかる以下の橋が「梅園五橋」と呼ばれている。
- 香浮（こうふ）
- 駐杖（ちゅうじょう）
- 雙眉（そうび）
- 迎月（げいげつ）
- 漸佳（ざんか）

また、2009年（平成21年）11月21日には、さらに北の澤田政廣記念美術館と韓国庭園を結ぶ連絡橋として、
- 梅園橋（うめぞのばし）

も完成している。

### 梅園六名木
- 根なし梅
- 供養梅
- 石割榊（いしわりさかき）
- 腰掛欅（こしかけけやき）
- 三つ子樟（みつごくす）
- 貫一・お宮の梅

### 記念碑・彫刻
- 茂木氏梅園記の碑 - 梅園造成の提唱者である長与専斎によってまとめられた、梅園造成の経緯が記されている。「茂木氏」とは梅園造成に携わった横浜の豪商・茂木惣兵衛のこと。篆額は伊藤博文の手による。
- 新修山新祠碑 - 山神社に医祖ヒポクラテスと山の神を一緒に祀った理由が書かれている。
- 雨宮敬次郎翁碑 - 熱海～小田原間に豆相人車鉄道を敷設した実業家・雨宮敬次郎を顕彰する碑。
- 小松勇次像 - 梅園を国から払い下げを受けた当時（1960年）の市長・小松勇次の像。澤田政廣作。
- 中山晋平追憶碑 - 作曲家・中山晋平を追悼する碑。
- 大塚実氏顕彰記念碑 - 梅園の再生・大規模リニューアルに私財提供を行った実業家・大塚実（大塚商会創業者）を顕彰する碑。

### 句碑
- 松尾芭蕉「梅が香に のっと日の出る 山路かな」
- 武田鶯塘「夏すでに 漲る汐の 迅さかな」
- 波多野光雨「月光は 流れに砕け 河鹿なく」
- 斧三休「三界の さとを出あるく 頭巾かな」
- 石田春雅「梅園や 湯あみの里の 出養生」
- 詠人不知「梅一輪 南枝一輪 また一輪」

### その他
- 澤田政廣記念美術館 - 熱海出身の彫刻家で、文化勲章受章者である澤田政廣の代表作品を集めた美術館。梅園の北西、県道11号（熱海街道）に面するところに立地しており、梅園西方の入り口も兼ねている。
- 梅見の滝 - 澤田政廣記念美術館の東脇にある人工滝。高さ13m、幅28.5m。
- 山神社 - 澤田政廣記念美術館の南東にある小さな神社。
- やすらぎの塔 - 西南戦争から第二次世界大戦までの戦没者を祀ってある塔。山神社のさらに南東にある。
- 中央広場 - やすらぎの塔のさらに南東、あるいは南方の正面入り口から初川を渡って北西に進んだ先にある広場。

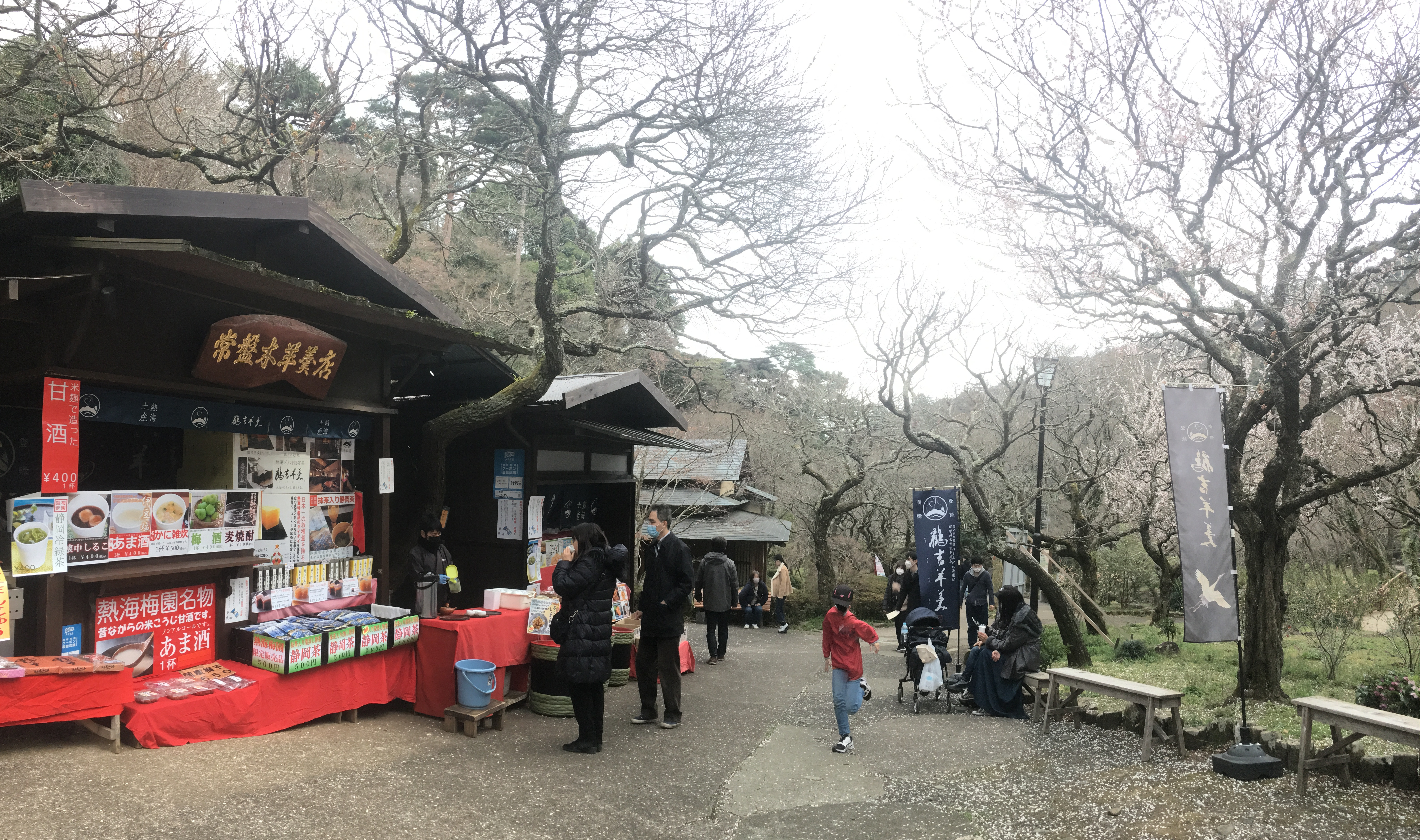
常盤木羊羹店

- 常盤木羊羹店（ときわぎようかんてん） - 市内の老舗和菓子店「常盤木羊羹店 総本店」によって、「梅まつり」「もみじまつり」の期間だけ梅園中心部に出店される和菓子店。
- 香林亭（こうりんてい） - 梅園北東部にある和風の公共施設。南脇が梅園東部の出入り口となっている。
- 中山晋平記念館 - 香林亭北隣にある作曲家・中山晋平の記念館。1935年に中山が西山町に別荘として建設、戦争中に疎開し余生を過ごした邸宅を利用したもの。1962年に日本ビクターが譲り受け、中山晋平記念館として公開していたが、老朽化したため日本ビクターは公開継続を断念[5]、熱海市音楽連盟が保存を求める署名運動を行ったが[6]、管理を引き継いだ熱海市も現在地のまま維持するのは無理と判断した。長野県で別の中山晋平記念館を運営する中野市から譲ってほしいと打診があったものの[7]、結局熱海梅園に移築された。

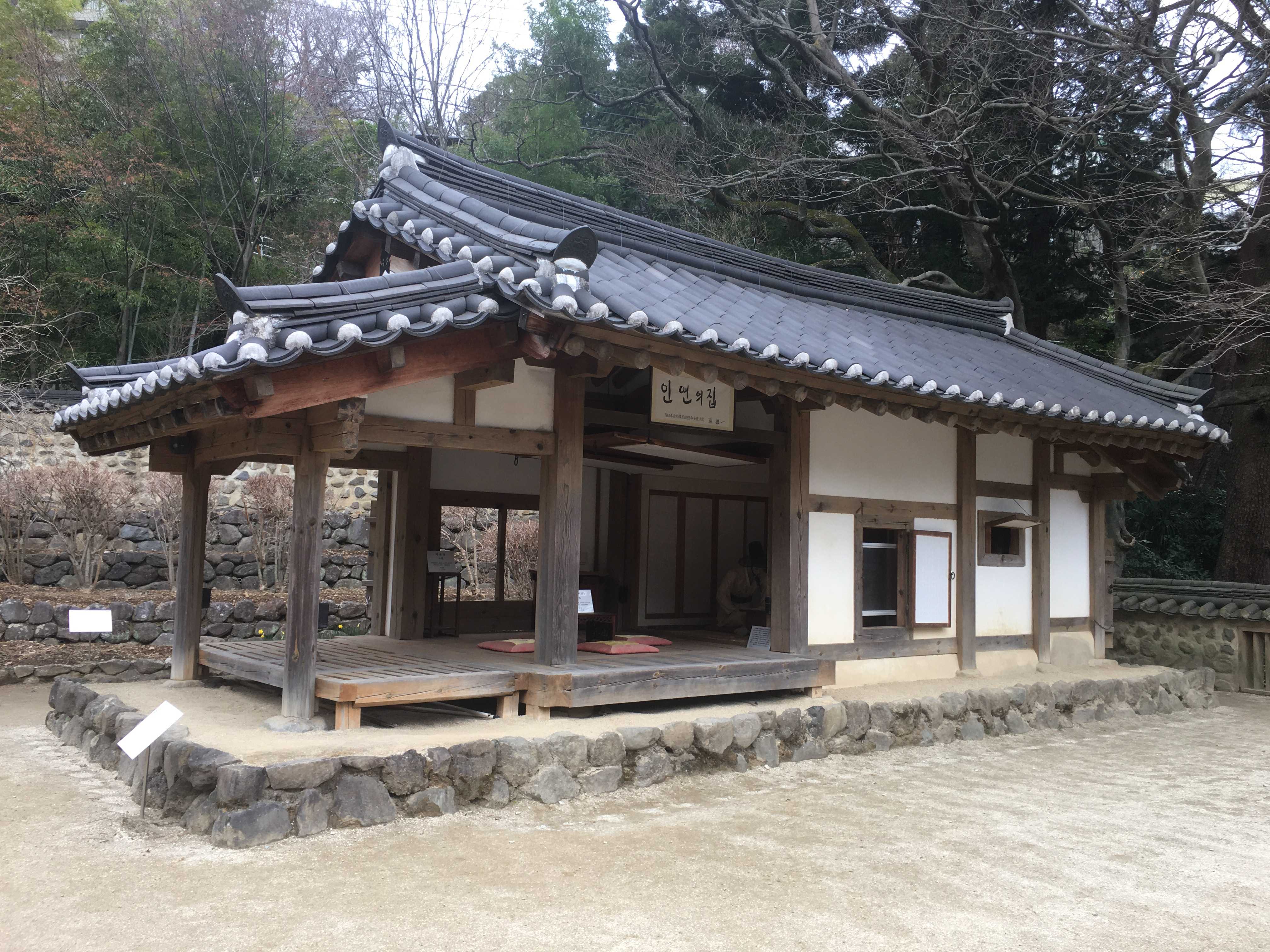
韓国庭園

- 韓国庭園 - 中山晋平記念館の北隣にある400年前の朝鮮の邸宅・庭園を再現したエリア。2000年（平成12年）9月23日、日韓首脳会談が熱海市で開催され、翌日、当時の森喜朗総理大臣と金大中大統領が梅園を訪れたことを記念し[8]、2001年（平成13年）に造成された。
- 足湯 - 韓国庭園の北隣、梅園の最奥部にて、「梅まつり」「もみじまつり」の期間中のみ提供される。

## イベント
- 熱海梅園梅まつり（1月上旬〜3月上旬）
- ほたる観賞の夕べ（6月上旬）
- 熱海梅園もみじまつり（11月下旬〜12月上旬）

## 周辺
周辺は梅園を中心とした「梅園町」を形成している。
道路
主要道路は、
- 来宮駅・市街地方面と函南町・箱根町をつなぐ格好で、梅園の西側を通る「県道11号（熱海街道・あたみ梅ライン）」
- 来宮神社前から線路裏を通りつつ西熱海町・緑ガ丘町方面へと北上していく「県道20号」から分岐して、丹那トンネル入り口の上を通って梅園南方へと至る連絡道路（「梅園前交差点」を越えて南へ行くと「頼朝ライン」という名称の山道となって紅葉ガ丘町、熱海新道・熱海自然郷脇を縦断しながら、南熱海（上多賀）へと至る。）

の2本であり、両道路は梅園南方の正面入り口前の「梅園前交差点」で交差している。
前者の「県道11号（熱海街道・あたみ梅ライン）」沿いには、
- ミニストップ 熱海梅園店 - 梅園北西。
- 熱海 慧薗(けいえん)（ホテル） - 澤田政廣記念美術館の北隣。
- セブンイレブン 熱海梅園店 - 梅園南方、「梅園前交差点」南脇。
- 東急リゾート ヴィラ熱海青翠（リゾートマンション、旧・西熱海ホテル（西武系））

などがある。
後者の道路、及び「梅園町」域内の「県道20号」沿いには、
- 小田急熱海リフレッシュクラブ（保養所）
- 静岡トヨタ熱海店（自動車販売店）
- 丹那神社 - 丹那トンネル工事被災者慰霊。

などがある。
住宅地
梅園の北方には、
- エムロード熱海（リゾートマンション）
- 熱海風雅（ホテル）
- 中銀ライフケア梅園7号館（高齢者用マンション）
- グランフェスタ熱海（リゾートマンション）
- ロイヤルヴィラ熱海（リゾートマンション）※住所上は西熱海町。
- 熱海月右衛門（ホテル）※住所上は西熱海町。
- WA亭 風こみち（ホテル）
- 中銀ライフケア来の宮10号館（高齢者用マンション）
- うたゆの宿 熱海四季ホテル（ホテル）
- タオコート熱海（リゾートマンション）

といったホテル・旅館やリゾートマンションも混在した住宅地区が広がっている。
また、「梅園前交差点」を少し上がった「県道11号（熱海街道・あたみ梅ライン）」から、西方の脇道に入った一角にも、「梅園町」の住宅地区がある。